# Dirceu Paulino
Dirceu da Silva Paulino (Mogi Mirim, 12 de setembro de 1975) é um ex-voleibolista indoor brasileiro que atuando pelas categorias de base da Seleção Brasileira obteve a medalha de prata no Campeonato Mundial Juvenil de 1995 na da Malásia.Pela seleção principal alcançou a medalha de bronze  na edição da Liga Mundial  de 2000, cuja fase final ocorreu nas Países Baixos.Em clubes foi medalha de ouro da Taça CEV de 2004-05 na Grécia, também disputou a edição da Liga dos Campeões da Europa 2006-07 e a Taça Challenge de 2012.

## Carreira no Voleibol
Um infância saudável com brincadeiras de rua como: carrinho de rolimã, pião, soldado e ladrão, empinar pipa,  já inclinavam sua trajetória para práticas desportivas. Jogou futebol pelo Deretur e também pelo Florestta Club. Iniciou relativamente mais tarde em relação aos de sua geração,  após falecimento de sua mãe, exatamente na equipe do Mogi Mirim Esporte Clube com apenas 16 anos, e no ano seguinte foi aprovado na concorrida peneira do Esporte Clube Banespa.
Jogou também pelo Clube do Remo.Em 1994 foi convocado para seleção brasileira, categoria de base, r esteve no elenco juvenil que se preparava para o Campeonato Sul-Americano desta categoria, este disputado em Lima no Peru em 1994 e conquistou a medalha de ouro desta competição;  e nas jornadas de 1994-95 e 1995-96 representou o Flamengo/Petrobras, não pontuando em nenhuma das edições das correspondentes Superliga Brasileira A, na primeira citada finalizou em oitavo lugar e na outra temporada em sexto lugar e por este clube conquistou o bicampeonato carioca nos anos de 1994 e 1995.
Convocado para Seleção Brasileira em 1994, integrou o elenco juvenil que se preparava para o mundial da categoria, na ocasião apreparação deu-se ao lado dos atletas: Alex Lenz, Gustavo Endres, Itápolis, André Heller, Giba, Léo, Ricardinho, Royal, Manius Abbadi, Digão, Roim, Lilico, Rafinha, Renato Felizardo, comandados por Percy Oncken e pelo técnico Antônio Marcos Lerbach e disputou em 1995 o referido Campeonato Mundial Juvenil, ocorrido na Malásia,obtendo o feito da medalha de prata.
Seu primeiro título da Superliga Brasileira A ocorreu defendendo a forte equipe do Papel Report/Suzano na temporada 1996-97.Renovou com o Papel Report/Suzano no período seguinte e conquistou o bronze na Superliga Brasileira 1997-98, na ocasião registrou 139 pontos, 100 de ataques, 32 de bloqueios e sete de saques.
Renovou com o Papel Report/Nipomed na temporada 1998-99 marcou 315 pontos, 283 de ataques, 29 de bloqueios e três de saques conquistando o vice-campeonato da correspondente Superliga Brasileira A.
Transferiu-se para o Unisul na temporada 1999-00 e conquistou o vice-campeonato da Superliga Brasileira A correspondente a este período, e marcou 474 pontos, sendo 385 de ataques, 40 de bloqueios e 49 de saques.
Nas competições do período 2000-01 retornou ao Esporte Clube Banespa, temporada que alcançou a quarta colocação final da referente Superliga Brasileira A, atingindo nesta edição 359 pontos, sendo 297 de ataques, 24 de bloqueios e 38 de saques.
Na jornada de 2001-02 defendeu o ECUS/Suzano e finalizou na sétima colocação na correspondente Superliga Brasileira A, quando registrou 272 pontos, destes 240 foram de ataques, 27 de bloqueios e cinco de saques.
Novamente foi atleta da Unisul na temporada 2002-03  e foi vice-campeão da correspondente Superliga Brasileira A, marcando 409 pontos, sendo 338 de ataques, 29 de bloqueios e 42 de saques. Já na  temporada seguinte  chegou a mais uma final da Superliga Brasileira A pela equipe da Unisul e conquista o título da competição , edição na qual atingiu a inédita marca dos 2000 pontos, nesta temporada fez 242 pontos, destes foram 207 de ataques,24 de bloqueios e 11 de bloqueios.
Em 2004 voltou atuar pelo Wizard Suzano em 2004, disputando a final do Campeonato Paulista e sagrou-se vice-campeão.Ainda na jornada de 2004-05 transferiu-se para o clube europeu do Olympiakos Piraeus, quando sagrou-se campeão da Taça CEV (Austrian Airlines Top Teams Cup Men)referente a esta temporada.
Em 2005 competiu no voleibol de Porto Rico, onde defendeu o Criollos de Caguas e no ano seguinte o  Playeros de San Juan.No período esportivo de 2006-07 teve uma passagem pelo clube russo do Lokomotiv Belgorod e disputou a edição da Liga dos Campeões da Europa 2006-07, na qual o clube avançou a fase dos playoffs 12 times.
De volta ao voleibol nacional sagrou-se tricampeão com a equipe da Cimed Santa Catarina, nas temporadas 2005-06, 2007-08 e 2008-09, conquistou também o título do Grand Prix Brasil de 2005 sagrou-se tricampeão do Campeonato Catarinense nos anos de 2005, 2006, em 2008 e o vice-campeonato em 2007.
Na jornada 2009-10 jogou pelo Pinheiros Sky alcançando o bronze na Superliga Brasileira A correspondente..Em 2012 passagem pelo Volley Armiswil equipe comandada pelo Carlos Schwanke  disputou a edição da Taça Challenge de Voleibol  de 2012, finalizando na décima sétima posição e conquistou o título da Copa da Suíça  e ainda alcançou o sétimo lugar na Superliga Brasileira A 2011-12 com Unisul.
Na temporada 2012-13 disputou a Superliga Brasileira A pela equipe do Super Imperatriz Vôlei comandada pelo Douglas Chiarotti e após convite se transferiu para o Voleibol de Omã onde conquistou os  títulos de Campeão nacional e a Copa de Omã invicto pelo Saham Volleyball Club, sendo único estrangeiro do grupo e escolhido melhor jogador da competição. Em seu currículo disputou 15 edições da Superliga Brasileira, chegando a nove finais e foi cinco vezes campeão.
INÍCIO NA POLÍTICA
Após o fim de uma  carreira vitoriosa  como atleta profissional de voleibol, onde acumulou experiência e conhecimento pelos mais de 40 países por onde  passou,  Dirceu foi convidado para ser Secretário de Esportes, Juventude e Lazer em Mogi Mirim, sua cidade natal. Exercendo assim a função de Secretário durante 3 anos, entregou a pasta ao final do mandato com ótima aprovação por parte da população. 
Nunca antes filiado a nenhum partido político, Dirceu aceitou o convite do Solidariedade para lançar seu nome como candidato a Vereador em Mogi Mirim nas eleições de 2020. Em sua primeira campanha a qual foi realizada de forma limpa, pautada em suas realizações como Secretário de Esportes e propostas viáveis ao executivo local, Dirceu mais uma vez teve êxito, sendo eleito Vereador para a legislação 2020/2024 da Câmara Municipal de Mogi Mirim. Após assumir suas funções de Vereador, Dirceu foi nomeado pelo Prefeito Paulo de Oliveira e Silva, Líder de Governo na Câmara. Exercendo a função até o final do ano de 2021. Concomitantemente foi eleito 2° Vice Presidente da Câmara, ocupando o cargo no biênio 2021/2022, onde ao final do ano se lançou candidato, e novamente teve êxito, sendo eleito Presidente da Câmara Municipal de Mogi Mirim para o biênio 2023/2024. Fato esse marcante na história da cidade de Mogi Mirim, pois Dirceu está em seu primeiro mandato como Edil e também pela primeira vez desde 1769 um negro foi eleito Presidente da Câmara Municipal por votação dos seus pares.    

## Títulos e resultados
- Superliga Brasileira A:1996-97[9], 2003-04[20], 2005-06[42], 2007-08[42] e 2008-09[42]
- Superliga Brasileira A:1998-99[12][19], 1999-00[13] e 2002-03[18][19]
- Superliga Brasileira A:1997-98[10] e 2009-10[39]
- Superliga Brasileira A:2000-01[16]
- Liga Nacional:2005[19]
- Liga de Omã:2013[42]
- Copa da Suíça:2012[25]
- Campeonato Paulista:2004[22]
- Campeonato Catarinense:2005[35], 2006[36] e 2008[37]
- Campeonato Carioca:1994[7] e 1995[7][25]
- Campeonato Catarinense:2007[38]
- Grand Prix Brasil:2005[19]

## Premiações individuais
- 2013-Melhor Jogador da Liga de Volei de Omã[42]
- 2012-Melhor Jogador  da Copa da Suíça [42]
- 2003-2004- Primeiro Jogador atingir a marca de 2000 pontos na Superliga[25]
- Melhor Saque Superliga 2003